# Nauclea
Nauclea es un género con once especies de plantas  perteneciente a la familia Rubiaceae.

## Especies
- Nauclea diderrichii (De Wild.) Merr.
- Nauclea gageana (King)
- Nauclea gilletii (De Wild.) Merr.
- Nauclea officinalis (Pierre ex Pit.) Merr. & Chun
- Nauclea orientalis (L.) L. - bancal de Filipinas[2]
- Nauclea parva (Havil.) Merr.
- Nauclea robinsonii Merr.
- Nauclea subdita (Korth.) Steud.
- Nauclea tenuiflora (Havil.) Merr.
- Nauclea vanderguchtii (De Wild.) E.M.A.Petit
- Nauclea xanthoxylon (A.Chev.) Aubrév.[3]

## Sinonimia
- Platanocarpum, Platanocephalus